# James Patterson
James B. Patterson (rojen 22. Marca, 1947) je ameriški pisatelj, najbolj poznan po knjigah o Alexu Crossu. Prav tako je napisal serije knjig Michael Bennett, Women's Murder Club, Maximum Ride, Daniel X in Witch & Wizard, itd. Napiše do štiri naslove letno: kriminalke, trilerje, romance, fantastiko.

## Otroštvo in izobrazba
Patterson se je rodil 22. marca leta 1947 v Newburghu. Diplomiral je iz jezika angleščine na šoli Manhattan College, ter nato opravil še magisterij, prav tako iz angleščine na univerzi Vanderbilt.

## Kariera
Po uspešni karieri v marketinškem podjetju, se je leta 1996 upokojil in svoj čas posvetil pisanju. Njegovi romani o Alexu Crossu, ,nekdaj forenzičnem psihologu na Washingtonski policiji in na Zveznem preiskovalnem uradu FBI ki trenutno dela kot privatni psiholog in vladni pomočnik, so njegove nabolj prodajane knjige ter najbolj prodajane knjige v ZDA v zadnjih desetih letih. Patterson je napisal 71 romanov v 33 letih. Lasti 19 zaporednih št.1 New York Times najbolje prodajanih romanov, in ima rekord The New York Times za največ najbolje prodajanih knjig enega avtorja, skupaj 63, kar je tudi Guinnessov svetovni rekord. Njegovi romani predstavljajo 1 od 17 romanov med vsemi romani prodanimi v ZDA; v zadnjih letih je prodal več knjig kot Stephen King, John Grisham in Dan Brown skupaj.
V svoji karieri je prejel več nagrad in sicer: Edgar Award, BCA Mystery Guild’s Thriller of the Year, International Thriller of the Year award, in Children's Choice Book Award for Author of the Year. Je prvi avtor, ki je kdaj imel najbolj prodajano knjigo istočasno na The New York Times otroškem oddelku in oddelku za odrasle, ter prvi, ki je imel na lestvici 10 najbolje prodajanih knjig istočasno dve svoji knjigi. Nastopil je v Simpsonovih (v epizodi "Yokel Chords") in v TV seriji Castle.
Patterson sodeluje z več avtorji, kot so Maxine Paetro, Andrew Gross, in Peter De Jonge. Pogosto reče da sodelovanje z drugimi avtorji večkrat prinese nove in zanimive ideje k njegovim zgodbam.
Septembra 2009, je Patterson podpisal pogodbo da bo napisal 11 knjig za odrasle in 6 za otroke do konca leta 2012. Forbes je poročal da naj bi bil posel vreden vsaj $150 milijonov, vendar pa je sam rekel da ta znesek ni točen.